# Ibarrolle
Ibarrolle (baskisch Ibarrola) ist eine französische Gemeinde mit 73 Einwohnern (Stand 1. Januar 2022) im Département Pyrénées-Atlantiques in der Region Nouvelle-Aquitaine. Die Gemeinde gehört zum Arrondissement Bayonne und zum Kanton Pays de Bidache, Amikuze et Ostibarre (bis 2015: Kanton Iholdy).
Die Bewohner werden Ibarrolar genannt.

## Geographie
Ibarrolle liegt ca. 65 km südöstlich von Bayonne im historischen Landstrich Ostabarret (baskisch Oztibarre) der historischen Region Nieder-Navarra im französischen Teil des Baskenlands.
Umgeben wird der Ort von den Nachbargemeinden:
|                          | Larceveau-Arros-Cibits                      | Bunus             |
| Gamarthe                 | Kompassrose, die auf Nachbargemeinden zeigt | Saint-Just-Ibarre |
| Bussunarits-Sarrasquette | Hosta                                       |                   |

Ibarrolle liegt im Einzugsgebiet des Flusses Adour. Der Ruisseau de Laminosine, ein Nebenfluss der Bidouze, und sein Zufluss Olloquyko Erreka fließen durch das Gebiet der Gemeinde.

## Geschichte
1991 wurde eine Grotte auf dem Gemeindegebiet entdeckt. Die in ihr gefundenen Objekte aus der gallorömischen Zeit bezeugen eine Besiedelung dieser entlegenen Stätte in dieser Epoche. Seit dem Mittelalter lebt Ibarrolle von der Schafzucht und von den Einnahmen aus der Durchreise der Pilger auf dem Jakobsweg nach Santiago de Compostela. Die Schriften belegen ein starkes Bevölkerungswachstum insbesondere zwischen dem 15. und 16. Jahrhundert.
Toponyme und Erwähnungen von Ibarrolle waren:
- sanctus stephanus de ivarrole (1160),
- Yvarole und Yvarola (1168, Manuskriptsammlung von André Duchesne, Band 114, Blatt 35),
- YvaRola (1350),
- Yvarrola (1402, Urkunden des Königreichs Navarra),
- Ivarrole (1413),
- Ibarrole (1441, Notare von Labastide-Villefranche, Nr. 1, Blatt 35),
- Ybarrole (1477, Verträge von Ohix, Notar von Soule, Blatt 48),
- Ibarrola (1513, Urkunden aus Pamplona),
- Ybarrola (1621, nach Martin de Viscay),
- Ibarolle (1750, Karte von Cassini) und
- Ibarrolle (1793, Notice Communale).[4][5][6][7]

### Wappen

Wappen von Ibarrolle

Die Gemeinde trägt das Wappen seit 2006, das sich nach Guy Ascarat, Heraldiker und Historiker, folgendermaßen interpretieren lässt.
Die Bergkette im linken oberen Teil ist jene, die über das Tal des Ruisseau de Laminosine ragt, das blaue Querband ist der Bach der Lamiak, Wesen der baskischen Mythologie, die Sirenen oder Nereiden gleichen. Das Baskische Kreuz oder Lauburu ist ein Symbol der baskischen Identität. Die Schafherde im rechten unteren Teil erinnert an die Weidewirtschaft im engen Tal, die die einzige landwirtschaftliche Aktivität auf den kleinen Parzellen ist. Die Figur soll keinen Hirten, sondern einen Pilger darstellen und verweist auf die Lage an einem der Jakobswege nach Santiago de Compostela, an dem die Gemeinde liegt.

### Einwohnerentwicklung
Nach Höchstständen der Einwohnerzahl von über 300 Einwohnern in der ersten Hälfte des 19. Jahrhunderts ist die Zahl bei kurzen Wachstumsphasen bis zu den 1980er Jahren auf unter 100 gefallen. Seitdem hat sich die Größe der Gemeinde auf diesem Niveau stabilisiert.
| Jahr      | 1962 | 1968 | 1975 | 1982 | 1990 | 1999 | 2006 | 2009 | 2022 |
| --------- | ---- | ---- | ---- | ---- | ---- | ---- | ---- | ---- | ---- |
| Einwohner | 116  | 110  | 101  | 91   | 92   | 88   | 96   | 98   | 73   |

## Sehenswürdigkeiten

### Pfarrkirche

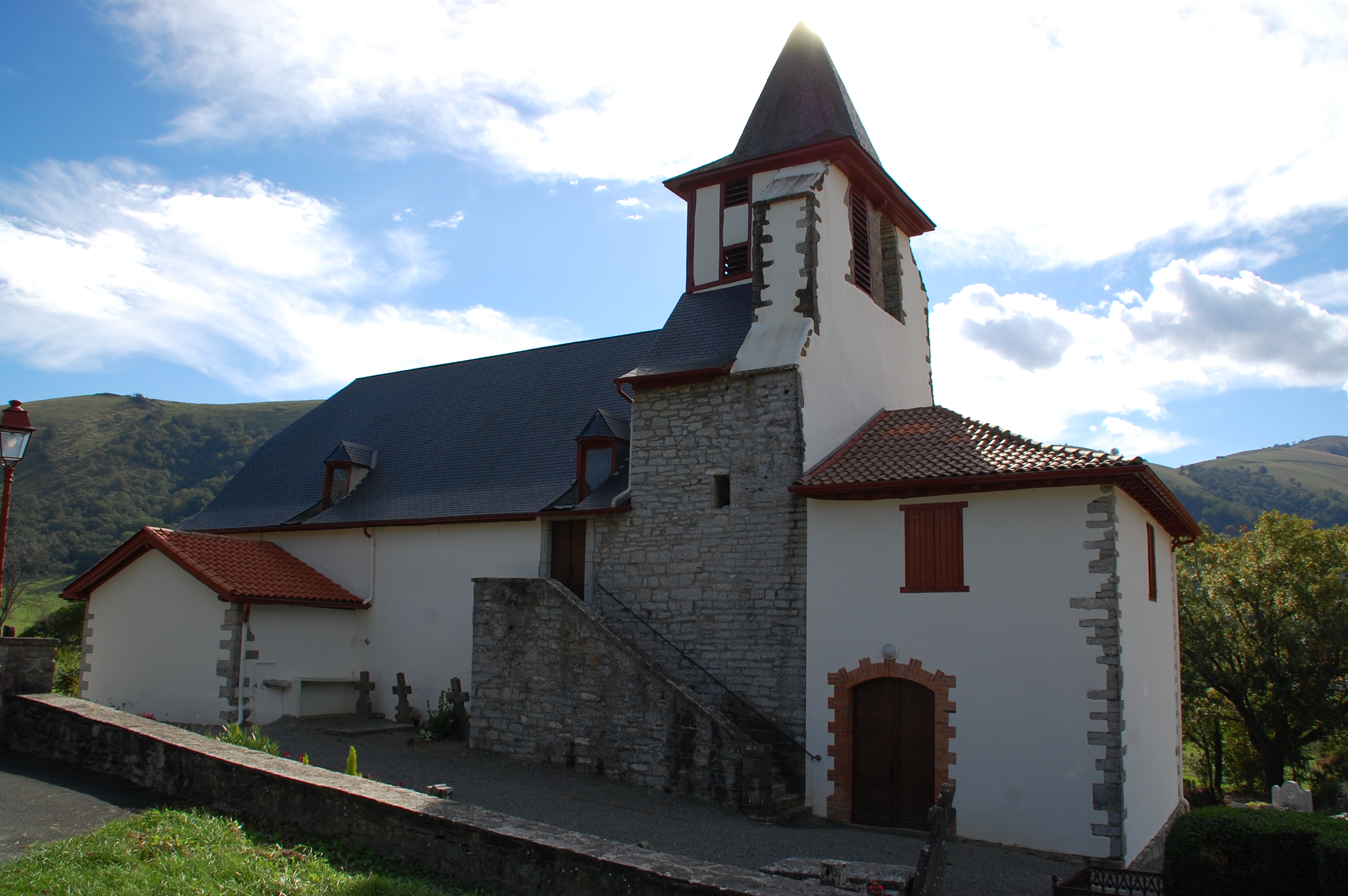
Pfarrkirche Saint-Barthélemy von Ibarrolle

Sie ist dem Apostel Bartholomäus gewidmet. Eine Kirche in der Namensform sanctus stephanues de ivarolle wird im Livre rouge (deutsch „Rotes Buch“), einer Sammlung von Dokumenten des 11. und 12. Jahrhunderts der Kathedrale von Dax, erwähnt. Ein Grundbau hat also bereits im Mittelalter stattgefunden, der Bau eines Gotteshauses, das dem Apostel Bartholomäus geweiht ist, wohl am Ende dieser Epoche, wie der westliche Eingang mit Spitzbogen bezeugt. Die heutige Kirche ist größtenteils das Ergebnis von umfangreichen Umbaumaßnahmen im 19. Jahrhundert. Diese umfassten auch Malerarbeiten an Wänden und Decke der Kirche. Das Kirchendach wurde 1863 und 1903 ausgebessert, aber in einem Sturm im Jahre 1910 beschädigt, sodass es erneut restauriert werden musste. Am Langbau mit einem Kirchenschiff ist der Glockenturm und an diesem ein zweigeschossiger Vorbau mit dem Eingang angebaut. Der Glockenturm zeigt typische Bauelemente der Region mit seinem Fachwerk und seinem schiefergedeckten Zeltdach. Das Kircheninnere ist bedeckt von einem falschen Tonnengewölbe aus Gips. Eine Empore aus Holz umläuft das Langhaus auf drei Seiten. Wie in allen Kirchen des Baskenlandes üblich, sind die Plätze auf der Empore traditionell den Männern während einer Messe vorbehalten. Zugang zu der Empore bietet an dieser Kirche eine schmale Innentreppe aus Holz. Der Langbau schließt im Osten mit einer flachen Apsis ab, an der sich an der Nordseite die Sakristei anschließt.
Der Altaraufsatz der Kirche aus dem 17. Jahrhundert zeigt eine Statue des Apostels Bartholomäus in einer zentralen Nische unterhalb einer Jakobsmuschel, was charakteristisch für die Region ist, durch die Pilgerwege nach Santiago de Compostela führen. Auf dem oberen Teil des Altaraufsatzes erscheint Gottvater, eine Erdkugel in seiner linken Hand und die rechte zum Segnen erhoben. Beides wird eingerahmt von zwei gewundenen Säulen, sogenannte Schlangensäulen, deren Schäfte mit Weinranken umzogen sind, Symbole der Eucharistie. Auf der Tafel links vom Tabernakel, der sich unterhalb der Statue befindet, zeigt eine Szene von der Geburt Jesu. Maria und Josef, Heiligenscheine tragend, sind kniend dargestellt und beugen sich über das Kind in der Krippe. Der Esel und der Ochse sind zugegen ebenso wie zwei Engel, die über allen schweben und einen Stern halten, das Licht, das die Menschen zum Messias führt. Sein Gesamtaufbau und einzelne schmückende Elemente erinnern sehr an den Altaraufsatz in der Kirche Saint-Pierre von Hosta. Sollten die beiden Werke nicht vom selben Künstler stammen, so ist zumindest eine gemeinsame Inspiration zu erkennen.
Auch der Altar ist mit Szenen aus der Bibel geschmückt. Die linke Tafel des Altars zeigt die Kreuzigung Christus, zu seiner rechten Seite Maria, die vom Apostel Johannes gestützt wird. Auf seiner linken Seite betrachten zwei Engel die Szene mit Anbetung. Die Figuren heben sich als Halbrelief von Hintergrundmit einer Polychromie in Halbtönen ab. Das Werk stammt aus dem 19. oder 20. Jahrhundert. Aus dem 19. Jahrhundert stammt das Werk, das auf der Tafel in der Mitte des Altars das Abendmahl Jesu zeigt. An seinem Heiligenschein zu erkennen, sitzt Jesus in der Mitte mit seinem zwölf Aposteln.

### Haus Etxeparea

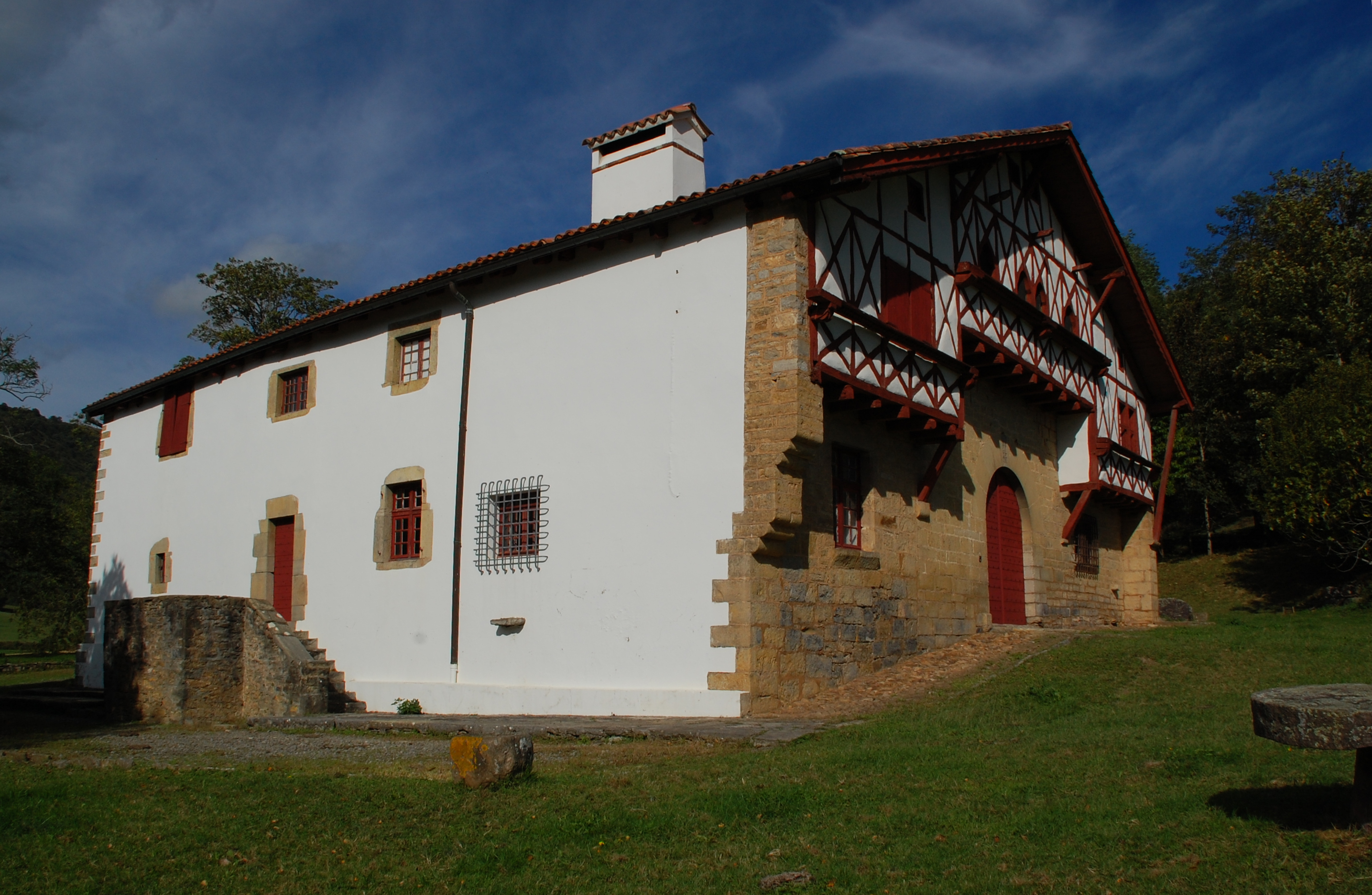
Haus Etxeparea

Das Haus ist 1350 unter dem Namen „casamayor“ und 1412 als „la salle de casamayor“ in der Liste der Haushalte des Königreichs Navarra erwähnt. Mitglieder der Besitzerfamilie Etxeparea versahen ihren Dienst im 17. Jahrhundert bei den Kommenden Ospitalea in Irissarry und Apat-Ospitale in Saint-Jean-le-Vieux. Vermutlich wurde es in der ersten Hälfte des 17. Jahrhunderts umgearbeitet, wie die Jahreszahl 1630 auf dem Schlussstein des Eingangstorbogens bescheinigt. Oberhalb der Jahreszahl ist ein Wappen eingraviert, das ein Kreuz und ein Motiv zeigt, das eine Egge darstellen könnte sowie ein Wildschwein, das nicht selten in Wappen in Navarra vorkommt. Drei Schwertlilien bescheinigen den Adelsrang der Hausbesitzer. Das Wappen an der Hintertür der Kommende in Irissarry weist eine Ähnlichkeit mit diesem Wappen auf. Zumindest hatte es einen Einfluss auf die Gestaltung des Wappens des Hauses Etxeparea und der Platzierung auf dem Schlussstein. Gegen 1630 wurde das Haus vergrößert und im 20. Jahrhundert von Oberst Morbieu und seinem Sohn restauriert. Das Haus besitzt alle architekturalen Merkmale eines baskischen Hauses. Das langgezogene Satteldach ist mit Hohlpfannen gedeckt, im hinteren Teil ein Halb-Walmdach. Wie in der Region üblich, ist nur der obere Teil der Fassade mit Fachwerk ausgestaltet. Das Haus ist im Innern im Holzrahmenbau gefertigt und besitzt einen eskaratz, einem zentralen Raum, von dem alle anderen Räume (Küchen, Schlafräume, ehemaliger Viehstall) zugänglich sind.

## Wirtschaft und Infrastruktur

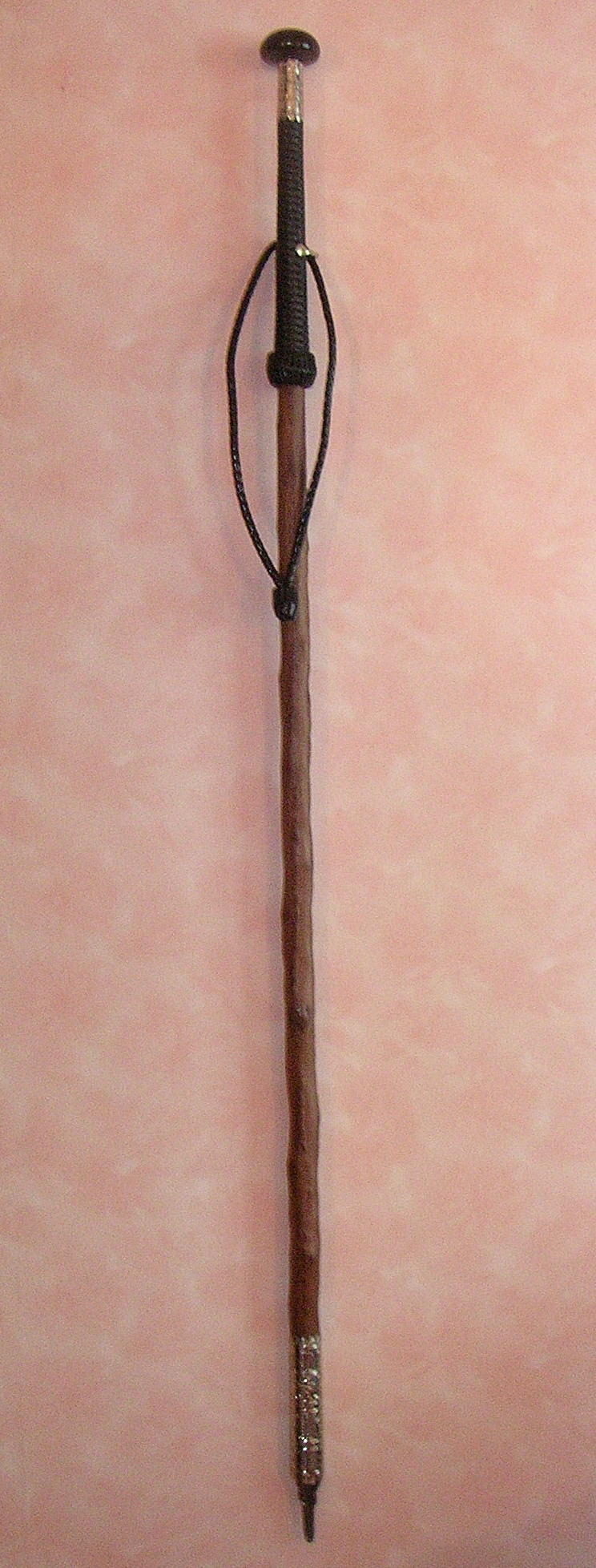
Makila

Die Landwirtschaft ist der wichtigste Wirtschaftsfaktor der Gemeinde, zusammen mit dem Tourismus, der von der geografischen Lage am Fuße der Pyrenäen profitiert. Ibarolle besitzt eine Werkstatt zur Herstellung von Makilas, traditionelle Stöcke des Baskenlands zum Wandern oder zur Verteidigung, die heute auch als Ehrenauszeichnung dienen. Der Herstellungsprozess dauert mehrere Jahre und wird ausschließlich in Handarbeit durchgeführt vom Trocknen des Holzes bis zur Fertigung der Spitze und des Knaufes als Einzelstücke. Das Wissen der Herstellung ist als nationales immaterielles Kulturgut registriert.
Ibarrolle liegt in den Zonen AOC des Ossau-Iraty, eines traditionell hergestellten Schnittkäses aus Schafmilch, sowie der Schweinerasse und des Schinkens „Kintoa“.

### Sport und Freizeit
Der Fernwanderweg GR 78 von Carcassonne nach Saint-Jean-Pied-de-Port führt durch die Gemeinde. Er folgt einem Nebenweg des Jakobswegs nach Santiago de Compostela.

### Verkehr
Ibarrolle wird durchquert von der Route départementale 120.

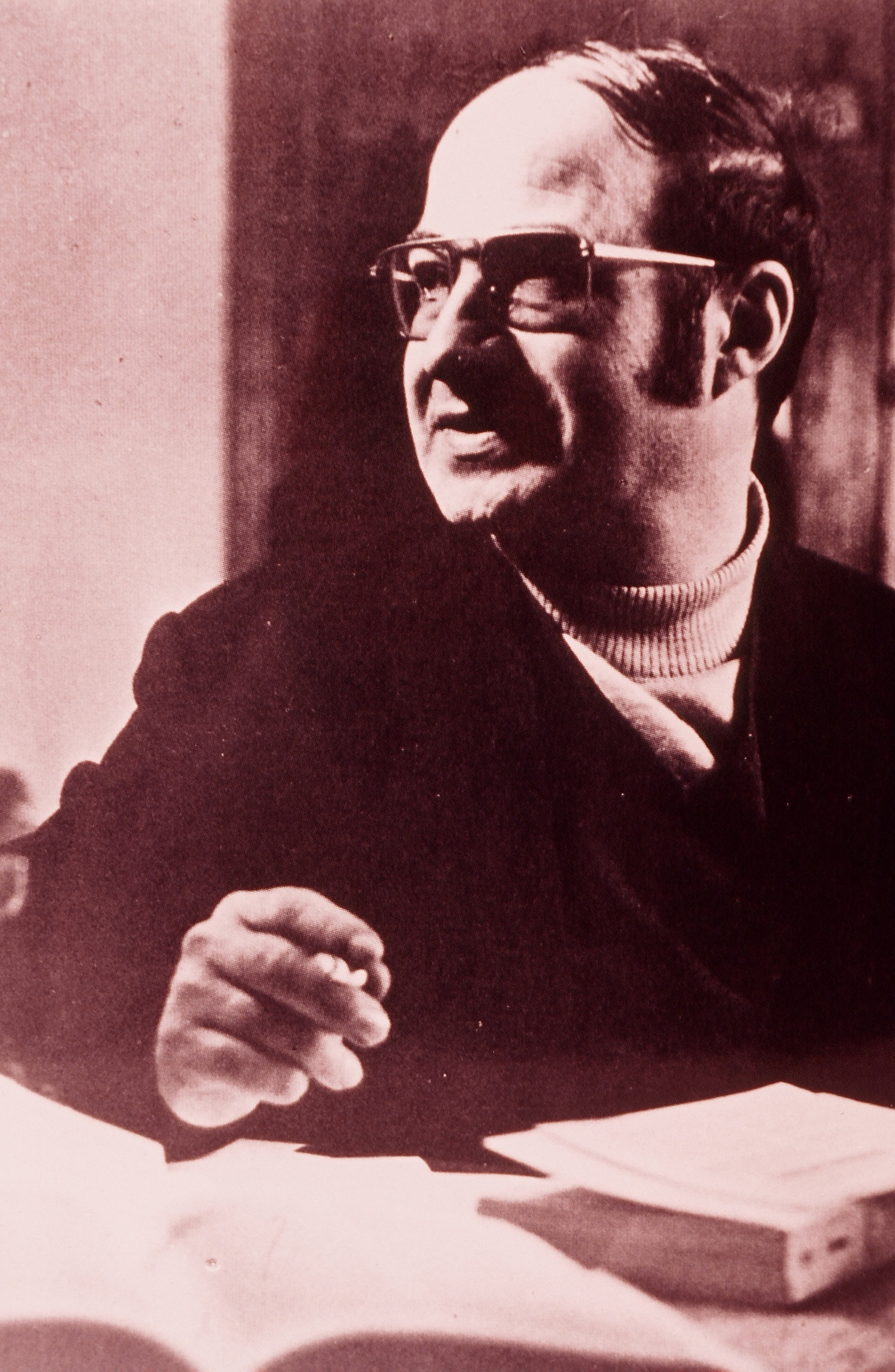
Manex Erdozaintzi-Etxart

## Persönlichkeiten
Manex Erdozaintzi-Etxart, geboren am 15. Juli 1934 in Ibarrolle, gestorben am 29. April 1984 in Toulouse, war ein Schriftsteller, Franziskaner und Angehöriger der Königlichen Akademie der Baskischen Sprache. In seinen Zeitungsartikeln und Büchern hat er sich gegen das Schwinden der baskischen Kultur und für Fragen des sozialen und politischen Lebens im Baskenland engagiert.